# Norbert-Jean Mahé

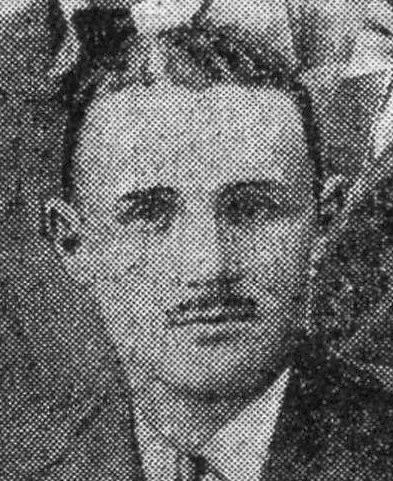
Norbert-Jean Mahé 1933

Norbert-Jean Mahé (* 12. Juli 1903 in Rennes; † 27. August 1986 in Palma) war ein französischer Autorennfahrer.

## Karriere als Rennfahrer
Norbert-Jean Mahé begann in den 1930er-Jahren mit dem Motorsport und war bei Sportwagenrennen erfolgreich. 1934 bestritt er sein erstes 24-Stunden-Rennen von Le Mans, das er gemeinsam mit Jean Desvignes auf einem Bugatti Typ 44 als Gesamtneunter beendete. Im Ziel hatte das Duo einen Rückstand von 22 Runden auf die Sieger Luigi Chinetti und Philippe Étancelin im Alfa Romeo 8C 2300. Im selben Jahr gewann er mit Desvignes das 10-Stunden-Rennen von Spa. Weitere Erfolge feierte er mit dem vierten Rang beim Grand Prix de la Marne 1935 und dem 11. Endrang beim 3-Stunden-Rennen von Marseille 1936.
Mit der Wiederaufnahme der Veranstaltung in Le Mans 1949 nahm Mahé seine Rennaktivitäten nach dem Zweiten Weltkrieg wieder auf. Bis 1953 fuhr er insgesamt siebenmal in Le Mans. Der neunte Rang 1934 blieb sein bestes Ergebnis im Schlussklassement.

## Statistik

### Le-Mans-Ergebnisse
| Jahr | Team               | Fahrzeug            | Teamkollege       | Platzierung | Ausfallgrund |
| ---- | ------------------ | ------------------- | ----------------- | ----------- | ------------ |
| 1934 | Norbert-Jean Mahé  | Bugatti Typ 44      | Jean Desvignes    | Rang 9      |              |
| 1939 | T.A.S.O. Mathieson | Talbot 150SS Figoni | Philippe de Massa | Ausfall     | Defekt       |
| 1949 | Norbert-Jean Mahé  | Simca Huit          | Roger Crovetto    | Rang 14     |              |
| 1950 | Norbert-Jean Mahé  | Simca Huit          | Sacha Gordine     | Ausfall     | Unfall       |
| 1951 | Norbert-Jean Mahé  | Ferrari 212 Export  | Jacques Péron     | Rang 9      |              |
| 1952 | Norbert-Jean Mahé  | Simca-Gordini TMM   | José Scaron       | Ausfall     | Wasserpumpe  |
| 1953 | Ets. Fiat Degrada  | Fiat 8V             | Giovanni Lurani   | Ausfall     | Zündung      |

### Einzelergebnisse in der Sportwagen-Weltmeisterschaft
| Saison | Team              | Rennwagen | 1   | 2   | 3   | 4   | 5   | 6   | 7   |
| ------ | ----------------- | --------- | --- | --- | --- | --- | --- | --- | --- |
| 1953   | Ets. Fiat Degrada | Fiat 8V   | SEB | MIM | LEM | SPA | NÜR | RTT | CAP |
| 1953   | Ets. Fiat Degrada | Fiat 8V   | DNF |     |     |     |     |     |     |